# بتنگتسا
بتنگتسا (به لهستانی: Bytnica}} یک روستا در لهستان است که در گمینا بتنگتسا واقع شده‌است. بتنگتسا ۱٬۲۰۰ نفر جمعیت دارد.